# Irmã lourdes
Lourdes Dill (São Paulo das Missões, 29 de setembro de 1951) é uma freira brasileira conhecida por sua participação na construção da Economia Solidária na cidade de Santa Maria, Rio Grande do Sul.

## Infância e Juventude
É filha de agricultores, Silvinius Dill e Emelda Staudt Dill, em uma família numerosa composta por 11 irmãos. Desde tenra idade, Ir. Lourdes desempenhou papéis familiares, auxiliando na criação de seus irmãos e contribuindo com os afazeres agrícolas da família. Sua infância foi marcada por uma forte influência religiosa, comunitária e política, evidenciada pelo relato de sua intensa participação na vida da comunidade, conforme documentado em um filme produzido pela TV Ovo de Santa Maria em 2011.
A descoberta de sua vocação religiosa ocorreu aos 6 anos de idade, durante a visita de uma freira chamada Ana Eberling. Esse evento, narrado por Lourdes Dill no documentário Ponto de Memória, foi marcante em sua vida, levando-a a expressar o desejo de se tornar religiosa. Aos 18 anos, ela ingressou no Juvenato da Congregação das Filhas do Amor Divino, em Cerro Largo, e realizou sua primeira profissão religiosa em 30 de janeiro de 1977 e fez os votos perpétuos, realizando a entrega total em 1984. Ao longo de sua jornada religiosa, Lourdes trabalhou em várias localidades, mas foi em Santa Maria, a partir de 1987, que dedicou a maior parte de sua vida às causas sociais, especialmente à agricultura familiar e à economia solidária. 
Desde uma tenra idade, envolveu-se ativamente na comunidade local, contribuindo por meio da participação em liturgias, catequeses e iniciativas sociais. Sua afinidade pelo trabalho comunitário e seu desejo de ingressar na Congregação das Filhas do Amor Divino foram evidentes desde então sempre foi totalmente apoiado pela sua família e comunidade.
Irmã Lourdes teve sua jornada formativa por 17 anos, culminando na decisão de se dedicar integralmente ao trabalho comunitário. Iniciou sua trajetória na Vila Garrafão, acompanhando a Irmã Isabel Marques, cuja dedicação a inspirou profundamente. Ambas se engajaram em atividades voltadas para mulheres vítimas de violência doméstica, abordando temas que incluíam informação, habilidades práticas, higiene, autoestima e catequese. Esse trabalho visava capacitar as mulheres para uma autonomia gradual.

### Construção da Economia Solidária em Santa Maria
Em 1986, Ir. Lourdes foi transferida para Santa Maria, quando colaborou na organização do Projeto Esperança/Cooesperança junto com professores universitários, Dom Ivo Lorscheiter, Irmãs Filhas do Amor Divino e lideranças da Diocese de Santa Maria. Inicialmente, o projeto enfrentou dificuldades, com o modelo original não alcançando o sucesso esperado, levando à descrença e saída de muitos colaboradores. No entanto, a perseverança de Ir. Lourdes e o apoio de Dom Ivo foram fundamentais para redefinir o projeto, adotando uma abordagem de feiras diretas, onde os produtores comercializavam seus próprios produtos. Ao longo dos anos, o projeto cresceu e se consolidou, proporcionando melhores condições de vida para os produtores e promovendo a Economia Solidária na região. Ir. Lourdes destaca o desafio de estabelecer a confiança dos consumidores e a gratificação de ver o projeto prosperar e se expandir.
Idealizadora do Projeto Esperança/Cooesperança e da FEICOOP, Ir. Lourdes contribuiu significativamente para a promoção da Economia Solidária e o fortalecimento das comunidades locais, deixando um legado duradouro de cooperação e desenvolvimento sustentável. Seu envolvimento em iniciativas como o Projeto Esperança/Cooesperança, sob a liderança do então bispo diocesano de Santa Maria, dom Ivo Lorscheiter, foi significativo. A criação do Feirão Colonial e da Feira Internacional do Cooperativismo (Feicoop) marcou a atuação de Lourdes, transformando Santa Maria em um polo internacional da Economia Solidária. Ir. Lourdes e o Projeto Esperança/ Cooesperança receberam várias premiações, em nível local e nacional. Em 2 de abril de 2022, a religiosa recebeu no Feirão Colonial a Medalha do Mérito Farroupilha, da Assembleia Legislativa do RS e proposta pelo Deputado Estadual Valdeci Oliveira.
Entretanto, em dezembro de 2021, após ser destacada uma  reportagem no Globo Reportagem sobre o Projeto Esperança/ Cooesperança e a Economia Solidária, Ir. Lourdes foi transferida para Barra do Corda, Maranhão o que gerou muitas controvérsias, indignação e até protestos em nível local e em muitos lugares do Brasil. Isto porque Irmã Lourdes teve sempre uma atuação muito significativa na Economia Solidária e nos Movimentos Sociais no Brasil, junto com a Caritas, Pastoral da Terra e outras Pastorais e Movimentos. Fato que, naquele momento histórico, quando o bolsonarismo estava no poder, gerava controvérsias no interior da Igreja, uma vez que Irmã possui uma postura que não se curvava a ideias neoliberais.
Em 2 de maio de 2022, após 35 anos de um trabalho intenso e dedicado à frente do Projeto Esperança / Cooesperança, juntamente com uma coordenação colegiada de pessoas muito comprometidas com esta causa, Irmã Lourdes deixa Santa Maria, para assumir novos desafios na Missão em Barra do Corda Maranhão, causando comoção na comunidade que reconhecia seu papel fundamental na Economia Solidária. Toda sua trajetória é marcada por uma dedicação incansável ao serviço comunitário e à promoção do Bem Viver de muitas famílias que encontram neste Projeto sua grande alternativa de sobrevivência, através do trabalho de cooperação e autogestão.
Ficou em Barra do Corda, Maranhão 1 ano, 3 meses e 7 dias, quando um novo desafio surge na sua história de vida e Missão para Moçambique África. Foi então que, a partir de outubro de 2023 integra a equipe Missionária das Filhas do Amor Divino que enviou quatro Irmãs para esta nova Missão formando a Comunidade Luz da Aurora e Juntamente com outros Missionários formam a equipe de Missionários do Regional Sul 3 da CNBB do RS, cuja Missão completa 30 anos em 2024. A partir de fevereiro de 2024 se integra mais um Missionário na equipe oriundo do Regional Sul 4 da Arquidiocese de Florianópolis, somando assim nove Missionários entre Irmãs, Padres e Leigos para esta Missão.